# Axel Amuchástegui
Axel Amuchástegui (Córdoba 11 de diciembre de 1921 - Buenos Aires 2 de junio de 2002) fue un pintor argentino autodidacta de trascendencia internacional, ampliamente asociado a la pintura animalística.

## Biografía
Axel Amuchástegui nació en la finca de Argüello en la ciudad de Córdoba el 11 de diciembre de 1921. Desde pequeño comienza a desenvolverse de manera autodidacta en el dibujo y la pintura inspirándose para sus primeros trabajos de manera aficionada, en la fauna dentro del entorno de la finca donde transcurre su infancia.
Años más tarde comienza a cursar en la provincia de Córdoba, la carrera de ingeniería aeronáutica, donde estudia de manera formal dibujo lineal, lo cual le daría los conocimientos técnicos necesarios para profundizar en el campo de la pintura en los años siguientes. A comienzos de la década de 1940 y tras haber cursado dos años ingeniería aeronáutica, Amuchástegui abandona sus estudios y empieza a dibujar estampas de animales que copiaba observando las revistas National Geographic y luego las vende por pocas monedas.
En 1943 realiza su primera exposición artística en la galería Rembrandt en Córdoba y al año siguiente en 1944, se muda y se establece en la ciudad de Buenos Aires consiguiendo trabajo durante un año en la Dirección de Minas. Posteriormente escontratado para trabajar en la entonces editorial Codex que estaba en su etapa de formación, dedicándose allí a la tarea de ilustrar dibujos infantiles siendo especialmente destacables sus trabajos en la revista de apoyo escolar Selecciones Escolares. Para ese entonces Amuchástegui contaba ya con un gran número realizado de pinturas de aves que se recopilaron en tres tomos enciclopédicos editados por Códex con el título "Pájaros del mundo" promocionados por la editorial bajo el sugerente eslogan  de Color y ambiente.
Luego de haber expuesto en numerosas oportunidades en Buenos Aires, en 1959 regresa a su Córdoba natal para exponer también allí y a partir de ese momento inicia una etapa de exposiciones a nivel internacional, entre las cuales destacan la de 1960 en la galería Kennedy de New York donde sus obras ya estaban vendidas antes de la inauguración de la muestra.
En 1962 se afinca en Perú donde años después en 1966 publica el libro “Some Birds and Mammals of South America”.
Sus exposiciones lo llevan nuevamente a USA y allí en 1971 publicó "Algunos pájaros y mamíferos de Norteamérica". Luego realiza varias muestras en la galería británica de Londres Tryon  que a la vez financian en 1973 un viaje de Amuchástegui por Kenia, Zambia y Sudáfrica para explorar y observar lafauna local, dando como resultado la obra bibliográfica “Some Birds and Mammals of Africa” en 1980.
En 1988, luego de 30 años de ausencia de las galerías argentinas, expuso 15 obras en Eguiguren Arte Hispanorteamericano de Buenos Aires, volviendo a hacerlo en los años siguientes. En 1992 obtuvo el Premio al Mérito Conservacionista del Fondo Mundial para la Naturaleza.
Amuchástegui falleció en Buenos Aires a la edad de 80 años.

## Técnica y estilo
Si bien durante su etapa en Códex el artista incursionó en diversos motivos artísticos, su estilo predominante y por el que se hiciera mundialmente famoso fue el animalístico. Amuchástegui solía ejecutar sus obras en acrílico sobre tela, utilizando una técnica de pincel seco donde quitaba el excedente acrílico sobre un papel para luego lograr obtener un trazo del grosor de un cabello sobre la tela previamente preparada, sobre la cual comenzaba a trabajar. Esta técnica influyó en el artista Jorge Warde, quien al igual que Amuchástegui, era también cordobés.

## Premios y distinciones
- 1992 Premio World Wildlife Found (Premio al Mérito Conservacionista del Fondo Mundial para la Naturaleza)[2]

## Exposiciones individuales
- 1997 Sala Capitular del Cabildo Histórico de Córdoba.

- 1988 Eguiguren Arte Hispanoamericano, Bs. As.

- 1981 Stremmel Galleries, Reno, Nevada, EE. UU.
- 1979 Tryon Gallery en Londres, Inglaterra.
- 1970 Tryon Gallery en Londres, Inglaterra.
- 1965 Tryon Gallery en Londres, Inglaterra.
- 1961 Kennedy Galleries, Nueva York, EE.UU.
- 1960 Kennedy Galleries, Nueva York, EE.UU.
- 1959 Galería Feldman, Córdoba, Argentina.
- 1958 Galería del Teatro Ópera, Córdoba.
- 1948 Galería Au Vieux París, Bs. As., Argentina.
- 1943 Salón Rembrandt, Córdoba. Realiza numerosas muestras colectivas, especialmente en el exterior, Inglaterra y EE.UU.[2]